# Ferrocarril del Hiyaz
El ferrocarril del Hiyaz fue una línea de tren de vía estrecha que unió entre 1908 y 1916 las ciudades de Damasco y Medina, a través de la región del Hiyaz, en Arabia Saudí, con un ramal hacia Haifa, en las costas del mar Mediterráneo. Como parte de la red ferroviaria del Imperio otomano, el proyecto original contemplaba comunicar Kadıköy con La Meca. Sin embargo, la construcción se vio interrumpida a causa de la Revuelta árabe, acaecida en el marco de la Primera Guerra Mundial, y la línea no se extendió más allá de Medina, a 400 km al norte de La Meca. El ferrocarril tenía una extensión de 1300 km.
Iniciado en 1900 bajo el reinado del sultán otomano Abdul Hamid II, fue presentado ante el público como un tren religioso, ya que su objetivo aparente era hacer más cómoda la peregrinación a La Meca para los musulmanes de la región del Creciente Fértil. Sin embargo, su objetivo principal era facilitar el movimiento de tropas otomanas por el territorio árabe, como pronto denunciaron los nacionalistas árabes, así como fomentar la integración política y comercial entre Damasco y el Hiyaz.

## Historia

### Construcción

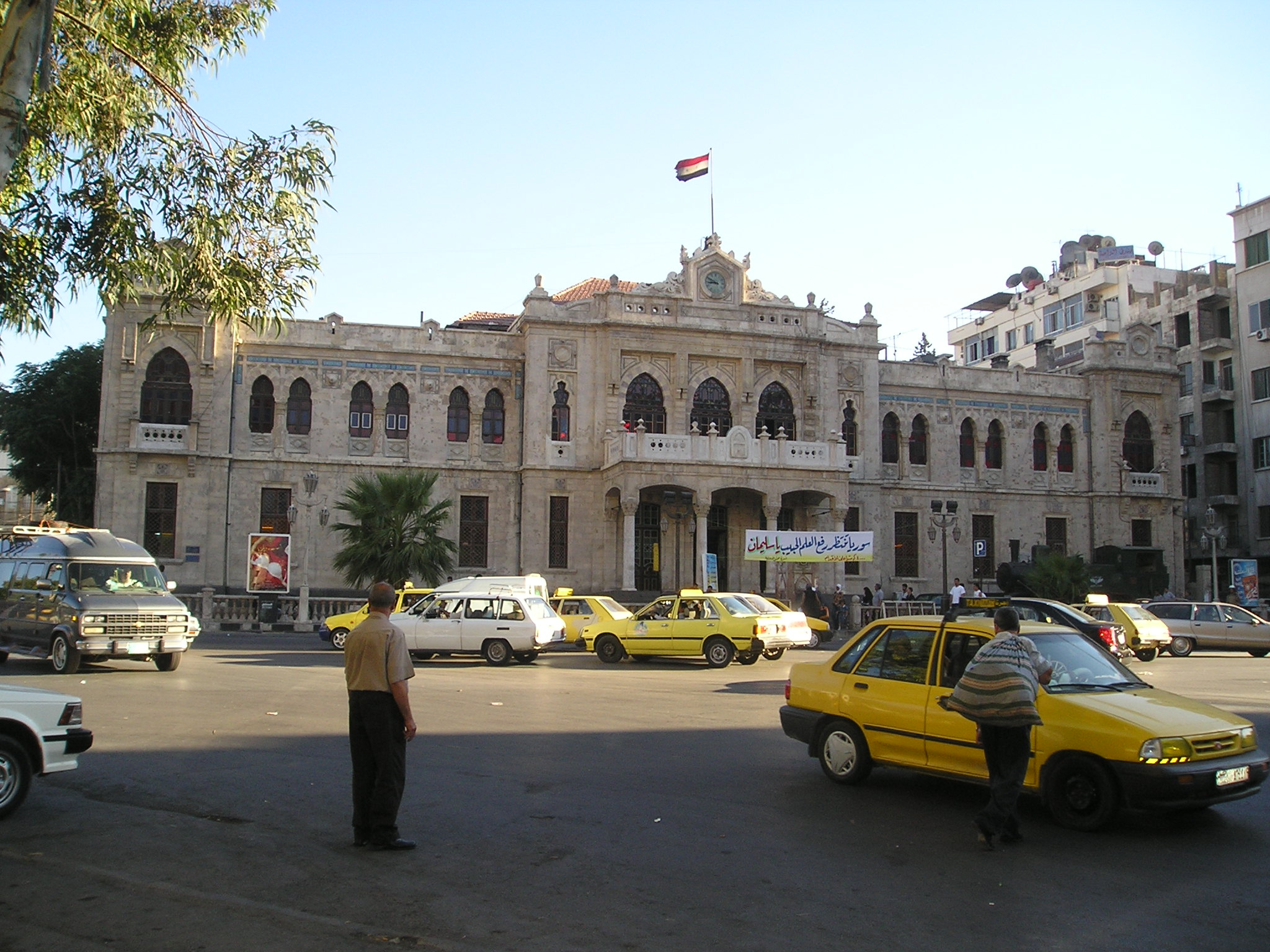
La Estación del Hiyaz, en Damasco.

La línea fue construida principalmente por turcos, con ayuda alemana, en particular del Deutsche Bank y de Siemens. El ingeniero jefe fue el alemán Heinrich August Meißner. La vía llegó a Medina el 1 de septiembre de 1908, aniversario de la entronización del sultán. Las prisas para poder terminar el trazado en la fecha prevista provocaron que en algunos de los tramos en los que cruzaba un valle o wadi, la vía se dispusiera sobre precarios terraplenes provisionales. Se suelen citar como anécdotas que buena parte del recorrido del tren discurría bajo el nivel del mar y que, en el momento de su inauguración, el ferrocarril del Hiyaz no tuviera ninguna deuda. En 1913 se construyó en Damasco una estación específica para el ferrocarril del Hiyaz. Tenía algunos pequeños ramales, el principal de ellos hacia la costa palestina.
Cuando en 1916 estalló la Rebelión árabe, el ferrocarril, por su papel en el transporte de tropas, sufrió varios ataques guerrilleros que dejaron la vía muy dañada, particularmente en la región del Hiyaz. El tráfico en ese tramo, es decir, al sur de la actual frontera entre Arabia Saudí y Jordania, no volvió a abrirse y hasta hoy en día los restos de los trenes y vías destruidas por la guerrilla de Lawrence de Arabia y otros elementos del ferrocarril son una atracción turística en el reino saudí. 

### Ataques antes y durante la Primera Guerra Mundial
El Emir Husayn ibn Ali, jerife de La Meca veía al ferrocarril como una amenaza para la suzeranía árabe, ya que permitía a los otomanos acceder fácilmente a sus guarniciones en el Hiyaz, Asir, y Yemen. Desde sus inicios, la red fue objeto de ataques por parte de los árabes y, si bien estos nunca fueron particularmente exitosos, los turcos tampoco pudieron controlar efectivamente más que una franja de alrededor de un kilómetro a cada lado de la vía. Debido a que los habitantes solían robar los durmientes para alimentar sus fogatas, algunas secciones debieron ser emplazadas con durmientes de hierro.

#### 1907
En septiembre de 1907, mientras una multitud celebraba la llegada de la línea a la estación Al-Ula, se produjo una rebelión encabezada por la tribu Harb. Los rebeldes se oponían a que el ferrocarril se extendiera hacia La Meca porque consideraban que perderían su modo de vida una vez que el transporte a camello pasara a ser obsoleto.

#### 1917
- Mayo: la estación de Al-Ula fue bombardeada por la Real Fuerza Aérea.
- Septiembre: Stewart Newcombe, ingeniero británico y socio de Lawrence de Arabia, conspiró con fuerzas militares egipcias e indias para sabotear el ferrocarril. La estación Al-Akhdhar fue asaltada y 20 soldados turcos cayeron prisioneros.[2]
- Octubre: La fortaleza otomana de Tabuk cayó en manos de los rebeldes árabes, y junto con ella la estación Abu-Anna’em.
- Noviembre: La tribu Harb, al mando del Sharif Abdullah, atacó la estación Al-Bwair y destruyó dos locomotoras.
- Diciembre: un grupo liderado por Ibn Ghusiab descarriló un tren al sur de Tabuk.[3]

### Posterioridad
Luego de la Revuelta árabe, el Imperio otomano perdió el control del ferrocarril. Finalizada la Primera Guerra Mundial, las potencias se repartieron la región, lo que dio lugar a una disputa respecto de quién tomaría el control de la vía. El área quedó dividida entre Francia y el Imperio británico, mostrando ambos países un fuerte interés por quedarse con la red. Sin embargo, varios tramos quedaron en mal estado debido a la falta de mantenimiento y la línea se encontraba completamente abandonada hacia 1920. Para cuando Ibn Saud se hizo con la península arábiga en 1924, los planes para revivir el ferrocarril se esfumaron.

#### Década de 1960
Tras la caída del Imperio Otomano, la línea no volvió a operar al sur de lo que hoy es la frontera entre Jordania y Arabia Saudí. En los años 60 hubo un intento de reactivarla, pero fue abandonado a raíz de la guerra de los Seis Días (1967).

## Estado actual
Dos tramos conectados entre sí aun continúan en servicio:
- Desde Amán hacia Damasco, subdivididas las operaciones entre el Ferrocarril Jordano del Hiyaz y el Chemin de Fer de Hedjaz Syrie, respectivamente.
- Desde las minas de fosfato, cerca de la ciudad de Ma'an, hasta el golfo de Áqaba, en manos de la Corporación Ferroviaria de Áqaba.

Los trabajadores ferroviarios se encargaron de restaurar buena parte de las locomotoras a vapor originales: nueve se encuentran operativas en Siria y siete en Jordania. La mejoría de la relación entre ambos países a partir de la asunción del rey Abdalá II revitalizó el interés en el ferrocarril. Actualmente, el tren parte de la estación de Qadam, en las afueras de Damasco, y no de la Estación Hiyaz, ya que esta cerró sus puertas en 2004 como parte de un proyecto de renovación.
Algunas pequeñas secciones en desuso, así como edificios y material rodante, han sido preservados como atracciones turísticas en Arabia Saudí, incluyendo la terminal en Medina, restaurada en 2005, junto con las vías y los cobertizos. El viejo puente sobre el valle de Aqiq, sin embargo, debió ser demolido en 2005 a causa de daños sufridos durante lluvias intensas el año anterior. Trenes enteros destruidos durante la Revuelta Árabe aun permanecen en los lugares donde descarrilaron.
Israel Railways reconstruyó parcialmente la extensión hacia Haifa, el Ferrocarril del Valle de Jezreel, utilizando trocha estándar, con la posibilidad de extenderlo en el futuro hacia Irbid, en Jordania. El servicio reinaugural entre Haifa y Beit She'an tuvo lugar en octubre de 2016.
En 2009, el Ministerio de Transporte de Jordania propuso la construcción de una red de 1590 km, con una inversión de 5 000 000 000 de dólares, que comenzaría en el primer trimestre de 2012. El proyecto contempla enlazar rutas para cargas desde Jordania hacia Siria, Arabia Saudí e Irak. Los servicios de pasajeros serían extendidos hacia el Líbano y Turquía. El gobierno anunció que financiaría una parte, en tanto que invitó a invertir al capital privado.
Tras una importante renovación, el Museo del material rodante del Ferrocarril del Hiyaz fue inaugurado en 2008, en la Estación Khadam, para una exhibición de las locomotoras. Los trenes parten desde la Estación Khadam a pedido de turistas (generalmente alemanes, suizos y británicos). La sección más al norte de Zabadani ya no es accesible. Existe también un pequeño museo ferroviario en la estación de la localidad saudí de Mada'in Saleh sumado a otro proyecto más grande: el Museo del Ferrocarril del Hiyaz, en Medina,abierto en 2006.
En junio de 2018, Middle East Monitor reveló el proyecto conjunto entre Israel y Arabia Saudí para restaurar el ramal de Haifa a Riad.